# Cúp bóng đá châu Đại Dương 2012
Cúp bóng đá châu Đại Dương 2012 là Cúp bóng đá châu Đại Dương thứ chín do Liên đoàn bóng đá châu Đại Dương (OFC) tổ chức.
Vòng bảng của giải cũng đồng thời là vòng hai Vòng loại giải vô địch bóng đá thế giới 2014 khu vực châu Đại Dương. Bốn đội lọt vào bán kết ghi tên mình vào vòng loại cuối cùng khu vực châu Đại Dương, nơi họ sẽ cạnh tranh để giành tấm vé dự trận play-off với dại diện Nam Mỹ.
Vòng loại của giải dự kiến là nội dung bóng đá tại Đại hội Thể thao Thái Bình Dương 2011 ở Nouméa, Nouvelle-Calédonie. Tuy nhiên, thể thức thay đổi vào tháng 6 năm 2011. Bốn đội xếp hạng thấp nhất khu vực tham gia giải đấu vòng tròn một lượt từ 22 tới 26 tháng 11 năm 2011 tại Samoa. Đội đứng đầu giai đoạn này cùng bảy đội khong phải thi đấu vòng loại tham dự vòng chung kết.
Vòng chung kết ban đầu được ấn định sẽ tổ chức ở Fiji từ 3–12 tháng 6 năm 2012, những vào tháng 3 năm 2012 Fiji bị tước quyền đăng cai do những tranh chấp pháp lý giữa tổng thư ký OFC, Tai Nicholas với các nhà chức trách Fiji. Giải sau đó dược dời sang Quần đảo Solomon.
Đội vô địch Cúp bóng đá châu Đại Dương 2012, Tahiti tại diện cho OFC tại Cúp Liên đoàn các châu lục 2013. Họ đánh bại Nouvelle-Calédonie với tỉ số 1–0 trong trận chung kết và giành danh hiệu vô địch đầu tiên. Họ là đội đầu tiên không phải Úc (không còn thuộc OFC) hay New Zealand lên ngôi tại giải.

## Địa điểm
Tất cả các trận đấu đều được tổ chức tại Sân vận động Lawson Tama ở Honiara.
| Honiara                  |
| ------------------------ |
| Sân vận động Lawson Tama |
| Sức chứa: 20.000         |
|                          |
| Honiara                  |

## Phân loại hạt giống
Các đội bóng đã được gieo vào hai nhóm dựa trên bảng xếp hạng FIFA tháng 7 năm 2011- với đội thắng vòng đầu tiên tự động ở nhóm 2. Mỗi nhóm gồm 4 đội.
| Nhóm 1                                            | Nhóm 2                                                |
| ------------------------------------------------- | ----------------------------------------------------- |
| New Zealand · Fiji · Nouvelle-Calédonie · Vanuatu | Quần đảo Solomon · Tahiti · Papua New Guinea · Samoa† |

† Đội thắng cuộc vòng đầu tiên có danh tính không được biết đến tại thời điểm công bố.

## Vòng bảng

### Bảng A
| Đội                | Tr | T | H | B | BT | BB | HS  | Đ |
| ------------------ | -- | - | - | - | -- | -- | --- | - |
| Tahiti             | 3  | 3 | 0 | 0 | 18 | 5  | +13 | 9 |
| Nouvelle-Calédonie | 3  | 2 | 0 | 1 | 17 | 6  | +11 | 6 |
| Vanuatu            | 3  | 1 | 0 | 2 | 8  | 9  | −1  | 3 |
| Samoa              | 3  | 0 | 0 | 3 | 1  | 24 | −23 | 0 |

| Samoa    | 1–10     | Tahiti                                                                                            |
| -------- | -------- | ------------------------------------------------------------------------------------------------- |
| Malo 69' | Chi tiết | L. Tehau 8', 82', 84', 85' · J. Tehau 16', 78' · A. Tehau 18', 40' · T. Tehau 54' · Chong Hue 61' |

| Vanuatu                  | 2–5      | Nouvelle-Calédonie                                   |
| ------------------------ | -------- | ---------------------------------------------------- |
| Tasso 52' · Naprapol 61' | Chi tiết | Kaï 32', 58', 76' · Gope-Fenepej 66' · R. Kayara 87' |

| Vanuatu                                                              | 5–0      | Samoa |
| -------------------------------------------------------------------- | -------- | ----- |
| Naprapol 29' · B. Kaltack 45+1' · Malas 47' · Tasso 74' · Vava 90+3' | Chi tiết |       |

| Tahiti                                                        | 4–3      | Nouvelle-Calédonie               |
| ------------------------------------------------------------- | -------- | -------------------------------- |
| A. Tehau 19' · Vallar 28' (ph.đ.) · L. Tehau 34' · Degage 86' | Chi tiết | Bako 76' · Haeko 83' · Kauma 89' |

| Nouvelle-Calédonie                                                                              | 9–0      | Samoa |
| ----------------------------------------------------------------------------------------------- | -------- | ----- |
| R. Kayara 10' · Haeko 11', 45+1', 71', 89', 90+1' · Kabeu 22' · Ixoée 25' (ph.đ.) · Gnipate 44' | Chi tiết |       |

| Tahiti                                                          | 4–1      | Vanuatu     |
| --------------------------------------------------------------- | -------- | ----------- |
| Vallar 14' (ph.đ.) · J. Tehau 37' · A. Tehau 57' · T. Tehau 86' | Chi tiết | Tasso 90+5' |

### Bảng B
| Đội              | Tr | T | H | B | BT | BB | HS | Đ |
| ---------------- | -- | - | - | - | -- | -- | -- | - |
| New Zealand      | 3  | 2 | 1 | 0 | 4  | 2  | +2 | 7 |
| Quần đảo Solomon | 3  | 1 | 2 | 0 | 2  | 1  | +1 | 5 |
| Fiji             | 3  | 0 | 2 | 1 | 1  | 2  | −1 | 2 |
| Papua New Guinea | 3  | 0 | 1 | 2 | 2  | 4  | −2 | 1 |

| Fiji | 0–1      | New Zealand |
| ---- | -------- | ----------- |
|      | Chi tiết | Smith 11'   |

| Quần đảo Solomon | 1–0      | Papua New Guinea |
| ---------------- | -------- | ---------------- |
| Totori 5'        | Chi tiết |                  |

| Papua New Guinea | 1–2      | New Zealand          |
| ---------------- | -------- | -------------------- |
| Hans 89' (ph.đ.) | Chi tiết | Smeltz 2' · Wood 52' |

| Fiji | 0–0      | Quần đảo Solomon |
| ---- | -------- | ---------------- |
|      | Chi tiết |                  |

| Papua New Guinea | 1–1      | Fiji         |
| ---------------- | -------- | ------------ |
| Jack 85'         | Chi tiết | Dunadamu 13' |

| New Zealand | 1–1      | Quần đảo Solomon |
| ----------- | -------- | ---------------- |
| Wood 13'    | Chi tiết | Totori 56'       |

## Vòng đấu loại trực tiếp
Trong khi các kết quả của vòng đấu loại trực tiếp không có tác động trên danh tính của các đội bóng mà tiến vào vòng 3 của vòng loại World Cup, những trận đấu cũng được xem xét bởi FIFA như một phần của vòng loại (ví dụ, chân sút xuất sắc được tính vào số liệu thống kê, và thẻ nhất định có thể đóng góp cho hệ thống treo trong vòng 3 của vòng loại World Cup).
|  | Bán kết            | Bán kết            |               |   | Chung kết | Chung kết |
|  |                    |                    |               |   |           |           |
|  |                    |                    |               |   |           |           |
|  |                    |                    |               |   |           |           |
|  | Tahiti             | 1                  |               |   |           |           |
|  | Tahiti             | 1                  |               |   |           |           |
|  | Quần đảo Solomon   | 0                  |               |   |           |           |
|  | Quần đảo Solomon   | 0                  | Tahiti        | 1 |           |           |
|  |                    |                    | Tahiti        | 1 |           |           |
|  |                    | Nouvelle-Calédonie | 0             |   |           |           |
|  | New Zealand        | Nouvelle-Calédonie | 0             | 0 |           |           |
|  | New Zealand        |                    |               | 0 |           |           |
|  | Nouvelle-Calédonie | 2                  |               |   |           |           |
|  | Nouvelle-Calédonie | 2                  | Tranh hạng ba |   |           |           |
|  |                    |                    |               |   |           |           |
|  |                    |                    |               |   |           |           |
|  |                    |                    |               |   |           |           |
|  | Quần đảo Solomon   | 3                  |               |   |           |           |
|  | Quần đảo Solomon   | 3                  |               |   |           |           |
|  | New Zealand        | 4                  |               |   |           |           |

### Bán kết
| Tahiti       | 1–0      | Quần đảo Solomon |
| ------------ | -------- | ---------------- |
| J. Tehau 15' | Chi tiết |                  |

| New Zealand | 0–2      | Nouvelle-Calédonie           |
| ----------- | -------- | ---------------------------- |
|             | Chi tiết | Kaï 60' · Gope-Fenepej 90+3' |

### Tranh hạng ba
| Quần đảo Solomon             | 3–4      | New Zealand                     |
| ---------------------------- | -------- | ------------------------------- |
| Teleda 48' · Totori 54', 87' | Chi tiết | Wood 10', 24', 29' · Smeltz 90' |

### Chung kết
| Tahiti        | 1–0      | Nouvelle-Calédonie |
| ------------- | -------- | ------------------ |
| Chong Hue 10' | Chi tiết |                    |

## Cầu thủ ghi bàn
6 bàn
- Jacques Haeko

5 bàn
- Chris Wood
- Lorenzo Tehau

4 bàn
- Bertrand Kaï
- Benjamin Totori
- Alvin Tehau
- Jonathan Tehau

3 bàn
- Robert Tasso

2 bàn
- Shane Smeltz
- Georges Gope-Fenepej
- Roy Kayara
- Steevy Chong Hue
- Teaonui Tehau
- Nicolas Vallar
- Jean Nako Naprapol

1 bàn
- Maciu Dunadamu
- Tommy Smith
- Marius Bako
- Kalaje Gnipate
- Judikael Ixoée
- Iamel Kabeu
- Dick Kauma
- Niel Hans
- Kema Jack
- Silao Malo
- Himson Teleda
- Roihau Degage
- Brian Kaltack
- Derek Malas
- Freddy Vava